# Braga Mendes
Braga Mendes é uma comunidade situada no bairro Cidade de Deus, Zona Norte da cidade de Manaus, Brasil.
Sua principal via é a avenida Autaz Mirim (mais conhecida como Grande Circular), onde se concentra grande parte do comércio e serviços da comunidade. Possui apenas uma linha de transporte coletivo que interliga ao Terminal de Integração 4, no bairro Novo Aleixo e duas linhas de categoria Executivo que vão para o Centro da Cidade.
A população total do Braga Mendes em 2000 era de 3.651 habitantes e a renda média de 2 salários mínimos.
Braga Mendes não é reconhecido como bairro oficial pela prefeitura. Pertence ao bairro Cidade de Deus, desde janeiro de 2010 quando foi refeita a divisão dos bairros de Manaus com a criação de sete novos, de acordo com a Lei nº 1.401, de 14 de janeiro de 2010.

## Origens do bairro
A comunidade surgiu em 1996, fruto de uma invasão.

## Dados do bairro
- Total da População (2000): 3.651